# Mesochorus dolorosus
Mesochorus dolorosus är en stekelart som beskrevs av Marshall 1877. Mesochorus dolorosus ingår i släktet Mesochorus och familjen brokparasitsteklar. Inga underarter finns listade i Catalogue of Life.